# José Luis Álvarez de Castro
José Luis Álvarez de Castro (diciembre de 1918 - 26 de abril de 2021) fue un político español. 
Nació en 1918 en Granada, una ciudad de Andalucía, de sus padres Juan Álvarez Castilla y Mercedez De Castro Beltrán. En 1969  llegó a ser miembro  de los Tribunales Franquistas cuando era presidente de la Delegación de la provincia de Cuenca, siendo sucesor de Rafael Mombiedro de la Torre en el cargo. Mantuvo ese cargo hasta 1971, cuándo la Transferencia de Agua Tajo-Segura fue aprobada por el Tribunal, proyecto al cual él vehementemente se opuso. Una calle en Cuenca fue nombrada en su honor.
Álvarez de Castro murió el 26 de abril de 2021 a la edad de 102 años.